# 拉科塔 (愛荷華州)
拉科塔（英語：Lakota）是一個位於美國愛荷華州科蘇特縣的城市。

## 地理
拉科塔的座標為43°22′41″N 94°05′39″W / 43.37806°N 94.09417°W，而該地的平均海拔高度為348米（即1142英尺）。

## 人口
根據2010年美國人口普查的數據，拉科塔的面積為0.49平方千米，當中陸地面積為0.49平方千米，而水域面積為0.00平方千米。當地共有人口255人，而人口密度為每平方千米520人。